# Bộ Cá rô đồng
Bộ Cá rô đồng (danh pháp khoa học: Anabantiformes) là một bộ cá vây tia nước ngọt với 7 họ (Pristolepididae, Badidae, Nandidae, Channidae, Anabantidae, Helostomatidae và Osphronemidae) và có ít nhất khoảng 252-258 loài trong 28 chi. Nhóm cá này được tìm thấy ở châu Á và châu Phi, với một số loài đã du nhập vào Hoa Kỳ. Các họ này theo truyền thống xếp trong bộ Perciformes.
Nhóm cá này được đặc trưng bằng sự hiện diện của các răng trên xương cận bướm (parasphenoid). Các loài cá quả và cá rô được hợp nhất bởi sự hiện diện của cơ quan tai trong, là cơ quan hô hấp phụ trên mang gập nhiều nếp. Nó được hình thành từ sự mở rộng mạch của xương thượng mang (epibranchial bone) của cung mang thứ nhất và được sử dụng để thở trong không khí.
Nhiều loài trong nhóm này là cá cảnh phổ biến – đáng chú ý nhất có lẽ là cá chọi xiêm và một số loài cá cờ. Ngoài công dụng như là cá cảnh, nhiều loài cá dạng cá rô (như cá tai tượng) cũng được nuôi thả làm cá thực phẩm tại các quốc gia bản địa của chúng. Nhiều loài cá sặc cũng được thu hoạch làm thực phẩm.
Phân loại phát sinh chủng loài cá vây tia còn sinh tồn và hóa thạch năm 2024 của Near và Thacker mở rộng Synbranchiformes (= Anabantaria) để bao gồm cả Anabantiformes (= Anabantoidei trong phân loại của các tác giả này).

## Hệ thống học

### Phát sinh chủng loài
Các mối quan hệ phát sinh chủng loài giữa các họ cá dạng cá rô được vẽ dưới đây theo Collins et al. (2015), với bổ sung họ Aenigmachannidae.

|  | Pristolepididae                                      |
|  |                                                      |
|  | \| \| Badidae \| \| \| \| \| \| Nandidae \| \| \| \| |
|  |                                                      |
|  | Badidae                                              |
|  |                                                      |
|  | Nandidae                                             |
|  |                                                      |

|  | Badidae  |
|  |          |
|  | Nandidae |
|  |          |

|  | \| \| Channidae \| \| \| \| \| \| Aenigmachannidae \| \| \| \| |
|  |                                                                |
|  | Channidae                                                      |
|  |                                                                |
|  | Aenigmachannidae                                               |
|  |                                                                |

|  | Channidae        |
|  |                  |
|  | Aenigmachannidae |
|  |                  |

|  | Anabantidae                                                      |
|  |                                                                  |
|  | \| \| Helostomatidae \| \| \| \| \| \| Osphronemidae \| \| \| \| |
|  |                                                                  |
|  | Helostomatidae                                                   |
|  |                                                                  |
|  | Osphronemidae                                                    |
|  |                                                                  |

|  | Helostomatidae |
|  |                |
|  | Osphronemidae  |
|  |                |

|  | Anabantidae                                                      |
|  |                                                                  |
|  | \| \| Helostomatidae \| \| \| \| \| \| Osphronemidae \| \| \| \| |
|  |                                                                  |
|  | Helostomatidae                                                   |
|  |                                                                  |
|  | Osphronemidae                                                    |
|  |                                                                  |

|  | Helostomatidae |
|  |                |
|  | Osphronemidae  |
|  |                |

|  | \| \| Channidae \| \| \| \| \| \| Aenigmachannidae \| \| \| \| |
|  |                                                                |
|  | Channidae                                                      |
|  |                                                                |
|  | Aenigmachannidae                                               |
|  |                                                                |

|  | Channidae        |
|  |                  |
|  | Aenigmachannidae |
|  |                  |

|  | Anabantidae                                                      |
|  |                                                                  |
|  | \| \| Helostomatidae \| \| \| \| \| \| Osphronemidae \| \| \| \| |
|  |                                                                  |
|  | Helostomatidae                                                   |
|  |                                                                  |
|  | Osphronemidae                                                    |
|  |                                                                  |

|  | Helostomatidae |
|  |                |
|  | Osphronemidae  |
|  |                |

|  | Anabantidae                                                      |
|  |                                                                  |
|  | \| \| Helostomatidae \| \| \| \| \| \| Osphronemidae \| \| \| \| |
|  |                                                                  |
|  | Helostomatidae                                                   |
|  |                                                                  |
|  | Osphronemidae                                                    |
|  |                                                                  |

|  | Helostomatidae |
|  |                |
|  | Osphronemidae  |
|  |                |

|  | Pristolepididae                                      |
|  |                                                      |
|  | \| \| Badidae \| \| \| \| \| \| Nandidae \| \| \| \| |
|  |                                                      |
|  | Badidae                                              |
|  |                                                      |
|  | Nandidae                                             |
|  |                                                      |

|  | Badidae  |
|  |          |
|  | Nandidae |
|  |          |

|  | \| \| Channidae \| \| \| \| \| \| Aenigmachannidae \| \| \| \| |
|  |                                                                |
|  | Channidae                                                      |
|  |                                                                |
|  | Aenigmachannidae                                               |
|  |                                                                |

|  | Channidae        |
|  |                  |
|  | Aenigmachannidae |
|  |                  |

|  | Anabantidae                                                      |
|  |                                                                  |
|  | \| \| Helostomatidae \| \| \| \| \| \| Osphronemidae \| \| \| \| |
|  |                                                                  |
|  | Helostomatidae                                                   |
|  |                                                                  |
|  | Osphronemidae                                                    |
|  |                                                                  |

|  | Helostomatidae |
|  |                |
|  | Osphronemidae  |
|  |                |

|  | Anabantidae                                                      |
|  |                                                                  |
|  | \| \| Helostomatidae \| \| \| \| \| \| Osphronemidae \| \| \| \| |
|  |                                                                  |
|  | Helostomatidae                                                   |
|  |                                                                  |
|  | Osphronemidae                                                    |
|  |                                                                  |

|  | Helostomatidae |
|  |                |
|  | Osphronemidae  |
|  |                |

|  | \| \| Channidae \| \| \| \| \| \| Aenigmachannidae \| \| \| \| |
|  |                                                                |
|  | Channidae                                                      |
|  |                                                                |
|  | Aenigmachannidae                                               |
|  |                                                                |

|  | Channidae        |
|  |                  |
|  | Aenigmachannidae |
|  |                  |

|  | Anabantidae                                                      |
|  |                                                                  |
|  | \| \| Helostomatidae \| \| \| \| \| \| Osphronemidae \| \| \| \| |
|  |                                                                  |
|  | Helostomatidae                                                   |
|  |                                                                  |
|  | Osphronemidae                                                    |
|  |                                                                  |

|  | Helostomatidae |
|  |                |
|  | Osphronemidae  |
|  |                |

|  | Anabantidae                                                      |
|  |                                                                  |
|  | \| \| Helostomatidae \| \| \| \| \| \| Osphronemidae \| \| \| \| |
|  |                                                                  |
|  | Helostomatidae                                                   |
|  |                                                                  |
|  | Osphronemidae                                                    |
|  |                                                                  |

|  | Helostomatidae |
|  |                |
|  | Osphronemidae  |
|  |                |

Near và Thacker (2024) gộp Badidae và Pristolepididae trong Nandidae, còn Channidae thì bao gồm cả Aenigmachannidae.

### Phân loại học
Dưới đây là danh sách phân loại các nhóm còn sinh tồn trong bộ Anabantiformes ở cấp chi.
- Bộ Anabantiformes Britz, 1995
  - Phân bộ Nandoidei
    - Họ Pristolepididae Regan, 1913
      - Pristolepis Jerdon, 1849

    - Họ Badidae Barlow, Liem & Wickler, 1968
      - Badis Bleeker, 1853
      - Dario Kullander & Britz, 2002

    - Họ Nandidae Bleeker, 1852
      - Afronandus Meinken, 1955
      - Polycentropsis Boulenger, 1901
      - Nandus Valenciennes, 1831

  - Phân bộ Channoidei
    - Họ Channidae Fowler, 1934
      - Parachanna Teugels & Daget, 1984
      - Channa Scopoli, 1777

    - Họ Aenigmachannidae Britz, Dahanukar, Anoop, Philip, Clark, Raghavan & Rüber, 2020
      - Aenigmachanna Britz, Anoop, Dahanukar & Raghavan, 2019

  - Phân bộ Anabantoidei
    - Họ Anabantidae Bonaparte, 1831
      - Anabas Cloquet, 1816
      - Ctenopoma Peters, 1844
      - Microctenopoma Norris, 1995
      - Sandelia Castelnau, 1861

    - Họ Helostomatidae Gill, 1872
      - Helostoma Cuvier, 1829

    - Họ Osphronemidae van der Hoeven, 1832
      - Phân họ Belontiinae Liem, 1962
        - Belontia Myers, 1923

      - Phân họ Osphroneminae van der Hoeven, 1832
        - Osphronemus Lacepède, 1801

      - Phân họ Luciocephalinae Bleeker, 1852
        - Luciocephalus Bleeker, 1851
        - Sphaerichthys Canestrini, 1860
        - Ctenops McClelland, 1845
        - Parasphaerichthys Prashad & Mukerji, 1929

      - Phân họ Macropodusinae Hoedeman, 1948
        - Trichogaster Bloch & Schneider, 1801
        - Trichopodus Lacepède, 1801
        - Betta Bleeker, 1850
        - Parosphromenus Bleeker, 1877
        - Macropodus Lacepède, 1801
        - Malpulutta Deraniyagala, 1937
        - Pseudosphromenus Bleeker, 1879
        - Trichopsis Canestrini, 1860